# 2011年净选盟2.0集会
2011年净选盟2.0集会（Bersih 2.0 rally）是一项由马来西亚社会组织“干净与公平选举联盟”（简称“净选盟”）主催与策划的群众集会。这项集会在2011年7月9日举行，参与集会的群众原准备在吉隆坡的三个地点集合，然后分三路走向马来西亚国家皇宫，向国家最高元首提呈人民希望改革选举制度的备忘录。但较后净选盟委员会接受最高元首的劝告，把集会地点改在室内的默迪卡体育馆。
7月9日当天，参与集会的人民从吉隆坡市区的各个方向和平走向默迪卡体育馆，可是受到警方的多番阻拦和镇压。最后约五万名集会参与者惟有在被封堵的街头上与警方周旋，而未能成功将改革选举制度备忘录上呈予最高元首。无论如何，净选盟2.0委员会认为此次集会已成功唤醒各种族国民对公平选举的意识。
净选盟2.0人民集会获得多个非政府组织的支持，人民联盟旗下的三个政党回教党、公正党、行动党以及亲民联的马来西亚社会主义党也一致响应集会。而在国会中占多数的国民阵线代议士则认为这项集会带有政治阴谋，纷纷予以谴责。在净选盟2.0集会未举行之前，马来西亚警方已陆续逮捕了超过150名为集会宣传的各阶层人士。而在集会当天，被警方扣留逮捕的参与者超过1500名，其中包括了净选盟委员会主席安美嘉、国会反对党领袖安华、公正党副主席蔡添强、回教党主席哈迪阿旺、巫青团团长凱里等。一名参与者更因吸入催泪弹烟雾而导致呼吸困难逝世。

## 改革选举制度备忘录的八项诉求
1. 清理选民册；
2. 改革邮寄选票制度；
3. 在选举时使用不退色墨汁；
4. 制定最少21天的竞选期；
5. 让参选政党公平接触媒体；
6. 强化选举机构体制；
7. 杜绝贿选；
8. 杜绝肮脏政治手段。

## 组织与参与者

### 净选盟2.0委员会成员
有别于2007年的净选盟人民集会，净选盟2.0委员会成员皆以非政党身份参与组织集会。委员会的成员有安美嘉（主席）、安华·依布拉欣、玛丽亚·陈、廖国华、阿鲁·巴卡斯、苏巴马廉·皮莱、黄进发、杜、杨映波、再益·卡马鲁丁、阿末·法洛、邱进福和杨金华。而已经响应集会号召的社会团体有人民之声、独立新闻中心（Centre for Independent Journalism，简称CIJ）、社会传播中心（KOMAS）、回教姐妹组织（SIS）、废除内安法令联盟（GMI）、马来西亚之子（Saya Anak Bangsa Malaysia，简称SABM）、国际特赦组织马来西亚分会（Amnesty International Malaysia，简称AIM）、维护媒体撰稿人联盟、马来西亚大专生团结阵线（SMM）、全国回教学生联盟（Gabungan Mahasiswa Islam SeMalaysia，简称GAMIS）、独立大专学运组织（KAMI）、林连玉基金委员会、回教复兴阵线（Islamic Renaissance Front，简称IRF）等等。

### 净选盟2.0集会的海外参与者
除了预定在吉隆坡举办的大型群众集会以外，净选盟2.0的影响力也扩张到了海外。在新加坡；香港；韩国首尔；澳洲坎培拉、墨尔本、悉尼、柏斯、阿德莱德、布里斯班和荷巴特；纽西兰基督城；日本大阪；台湾台北，法国巴黎；英国伦敦；加拿大渥太华；以及美国洛杉矶、三藩市和纽约都有海外马来西亚人主动发起净选盟2.0集会或小型聚会，于2011年7月9日当天声援国内净选盟2.0集会的选举改革诉求。

## 酝酿过程

### 中央政府反应
由国阵成员党所组成的马来西亚中央政府强烈反对净选盟2.0公民组织策划群众集会。首相、副首相、内政部长等内阁成员一再批评净选盟集会别有居心，并不是为了呼吁改革选举制度而进行。他们指责净选盟由反对党成员在幕后操纵，企图通过街头运动夺取国阵的执政权。马国内政部宣称有外国人涉及净选盟活动，而由巫统所拥有的《马来前锋报》更报导有共产主义渗透净选盟，国际特务的参与是为了要使马国陷入混乱。7月2日，内政部进一步宣布净选盟为非法组织，并指责净选盟企图煽动人民推翻政府，威胁社会秩序。
对中央政府的责难，净选盟2.0委员会一一给予回应，澄清该组织由全马62个非政府组织组成，并不隶属于任何政党。他们曾邀请所有政党出席709人民集会，只是受到国阵成员党的拒绝。此外，净选盟2.0集会的资金全来自马来西亚人民，并没有得到国外组织的资助，也没有煽动人民推翻现有政府的目的。

### 遭警方扣留与遭传召问话的参与者
自净选盟2.0人民集会于2011年6月19日举行推介礼以来，已有多名出席推介礼以及在该活动上呼吁群众出席709集会的人士遭到马来西亚警方传召问话，他们包括了净选盟2.0委员会成员安美嘉、玛丽亚·陈、社运分子艾琳·费南德斯、希山慕丁·莱益斯、文学家沙末·赛益、郭素沁、西华拉沙等。另外，许多政党成员也因为宣传净选盟2.0集会而遭到警方逮捕扣留，比如：6月25日，马来西亚社会主义党成员在巡回宣传该党公开活动时，同时推广净选盟2.0集会，结果有约60人遭到警方扣留问话；6月29日，公正党和行动党议员在霹雳州和丰宣传净选盟2.0集会，结果有14人被捕。截至7月3日，已有超过150人因净选盟2.0集会前活动而遭警方逮捕。

### 以集会方式反对净选盟2.0集会的两个组织
在净选盟2.0委员会于5月下旬宣布将推动709人民集会以后，巫统青年团和土著权威组织也紧跟着宣布他们将于同一天在吉隆坡举行大集会。巫青团宣称他们的集会目的是向国家元首提呈备忘录，以捍卫马来西亚现有的民主制度以及尊重选举委员会的角色。他们表示只要净选盟不取消集会，他们也会跟着一起走上街头。至于土著权威组织则宣称他们是为了捍卫国家安全而在7月9日当天集会以反示威。6月19日，土权组织在他们的造势活动上焚烧净选盟2.0委员会主席安美嘉的海报，并扬言如果净选盟2.0执意举行集会，土权组织也将奉陪到底。
在7月9日来临以前，巫青团和土权组织已组织了数次游行示威，以反对净选盟2.0人民集会，比如：6月28日，约300名巫青团员前往雪兰莪公正党示威抗议，并恫言若净选盟2.0集会继续进行，他们将放火焚烧公正党的总部；7月1日，再有约300名巫青和土权组织团员在槟城游行示威反对净选盟2.0集会，并攻击和恐吓在现场采访新闻的记者。除了游行示威以外，巫青和土权组织也通过积极地向警方报案来反对净选盟2.0集会的举行。据土权组织主席依布拉欣·阿里透露，截至6月19日为止，全马70%针对净选盟2.0集会的投报都是由土权组织成员所作出，因为该组织认为有责任确保国家不陷入乱局。
7月8日，土权主席依布拉欣·阿里宣布取消7月9日当天的集会，理由是警方已在前一天取得庭令，禁止他在7月9日进入吉隆坡，并改促土权其他成员当天前往隆市“溜达”。

### 最高元首发表御词
7月3日，马来西亚最高元首端姑米占·再纳·阿比丁发表特别御词，表达最高元首对净选盟2.0集会的关注。在御词中，最高元首表示街头游行虽立意良好，但事实上弊多于利。最高元首没有附和执政党的说法指净选盟2.0是非法组织，也没有公开呼吁人民勿参与非法集会，只是希望政府能够用最好的方式来处理目前的问题。
7月4日，在前首相阿都拉·巴达威的协调下，净选盟表示将考虑首相在体育馆集会的建议。
7月5日，在最高元首发表御词两天后，净选盟派遣主席安美嘉、指导委员会委员再益·卡马鲁丁以及国家文学奖得主拿督沙末赛益，前往国家皇宫觐见元首，以“寻求最好的解决方法”。觐见元首后，安美嘉宣布净选盟接受最高元首的劝告，以体育馆大集会取代净选盟2.0大游行。
然而，净选盟安美嘉觐见元首时，首相并不在场。

### 内阁拒绝租借隆市体育馆
7月6日，净选盟委员会主席安美嘉同意向首相妥协，以缓和内阁对公开示威的焦虑。同时净选盟发表文告列吉隆坡默迪卡体育馆为室内集会的地点，其理由是“净选盟强烈认为集会必须在默迪卡体育馆内举办，以反映整个课题的重要性”。
不过馆方以“将进行内部管理层运动会和装修”为由拒绝租出场地，这时距离709集会只有不到3天的时间。净选盟同一天发函要求与首相会面，以商讨租借默迪卡体育馆事宜。
然而，马来西亚政府却在同一天内拒绝租借默迪卡体育馆于净选盟集会。新闻部长莱士雅丁指出，净选盟不是合法团体，所以不批该组织租借隆市内的任何体育馆。内阁反建议净选盟将室内集会改在民联州属举行。同日，首相指出净选盟2.0不曾注册，所以是非法组织。
净选盟2.0斥首相与其内阁违背承诺，发文告表示坚持选定的默迪卡体育馆，并认为：
|  | 该组织身为公民社会的一员，信守诚信，诚意地遵从国家元首的建议，即在体育馆举行集会。 ..... 默迪卡体育馆是最适合的集会地点，默迪卡体育馆地点适中，并且具有历史意义。 |

最后，净选盟认为既然首相早前已经答应让集会在体育馆举行，该组织就不必再申请集会准证以到默迪卡体育馆举行集会，只需在集会当天和警方协调即可。
净选盟认为首相会有权力，指示默迪卡体育馆馆方借出体育馆。净选盟2.0委员黄进发接受《独立新闻在线》电访时表示：
|          | 我们相信首相是全国最有权势的人，如果他有心落实承诺，允许净选盟在任何体育馆举行集会，相信他可以一诺千金，确保默迪卡体育馆在星期六下午两点之前开门。 |
| ——黄进发 | |

对于净选盟的指责，首相表示不曾允诺让净选盟在默迪卡体育馆举行集会，并表示大集會准證交由警方決定；警方在多方面考虑后，会自行决定是否发出集会准证。

### 警方取得庭令禁91人踏足隆市
7月7日，全国总警长丹斯里依斯迈奥马建议净选盟选择吉隆坡外围地方，例如沙亚南美拉华蒂体育场举行集会。同日，警方向法庭取得庭令，禁止安美嘉等66名净选盟领袖、安华等反对党领袖及土权主席依布拉欣·阿里等各方共91人在7月9日当天进入吉隆坡。
7月8日，安美嘉表示对执法当局的作为非常失望，并指当局禁止91人踏足隆市的作法毫无理由，并呼吁民众7月9日在默迪卡体育馆相见。

## 7月9日集会情况

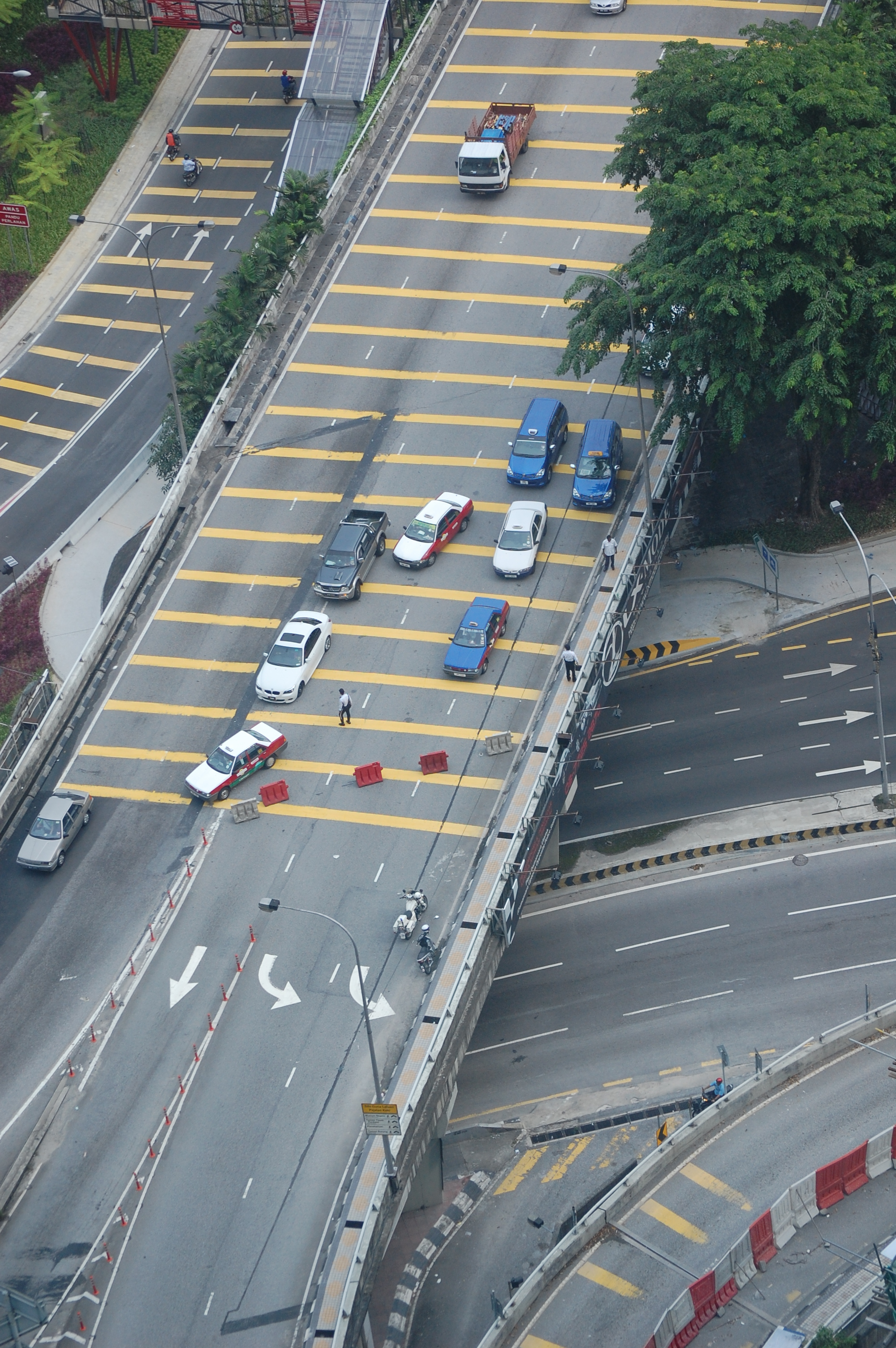
7月9日警方封锁通往吉隆坡市区的路口

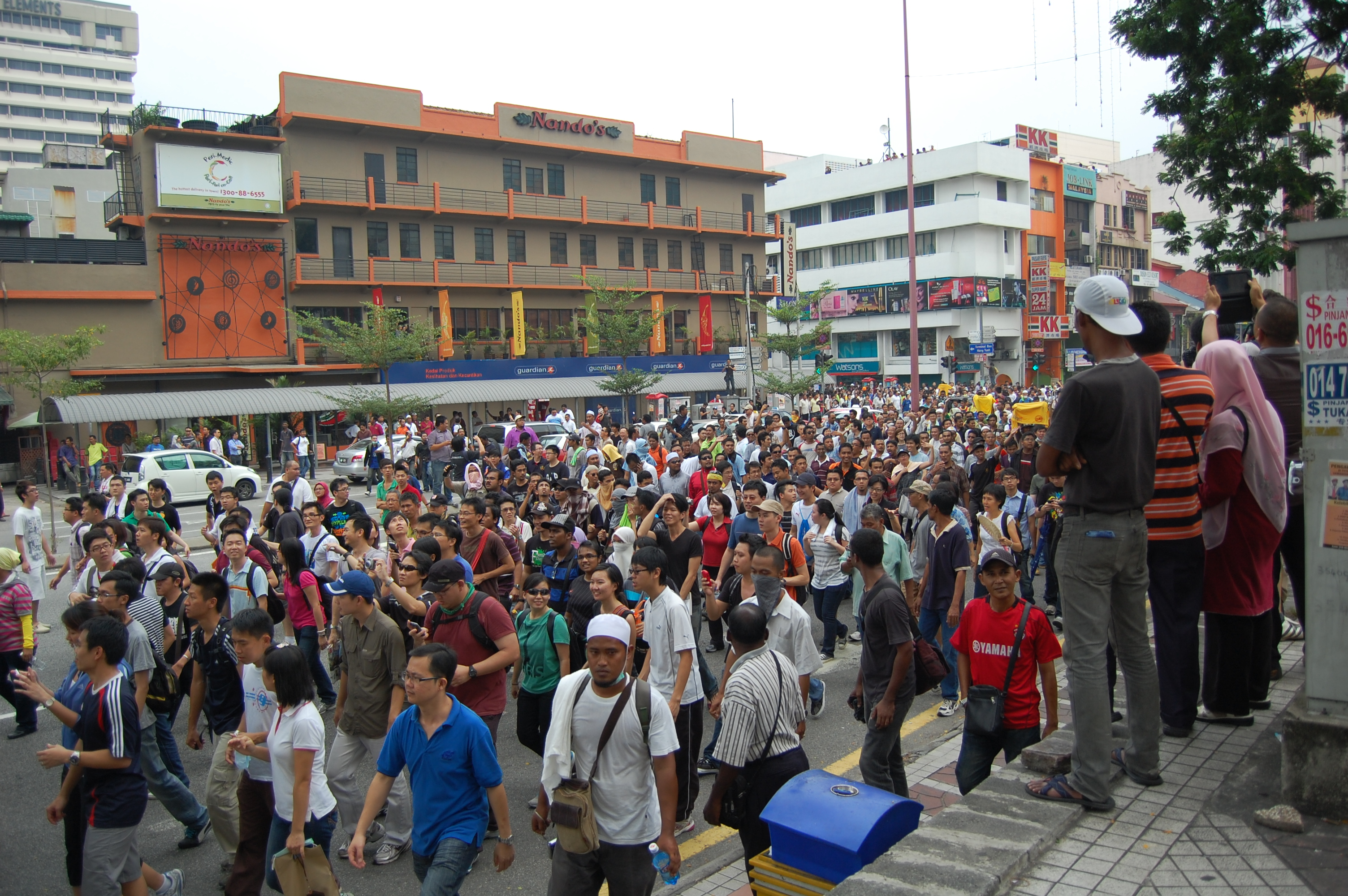
警方镇压前，和平游行的民众

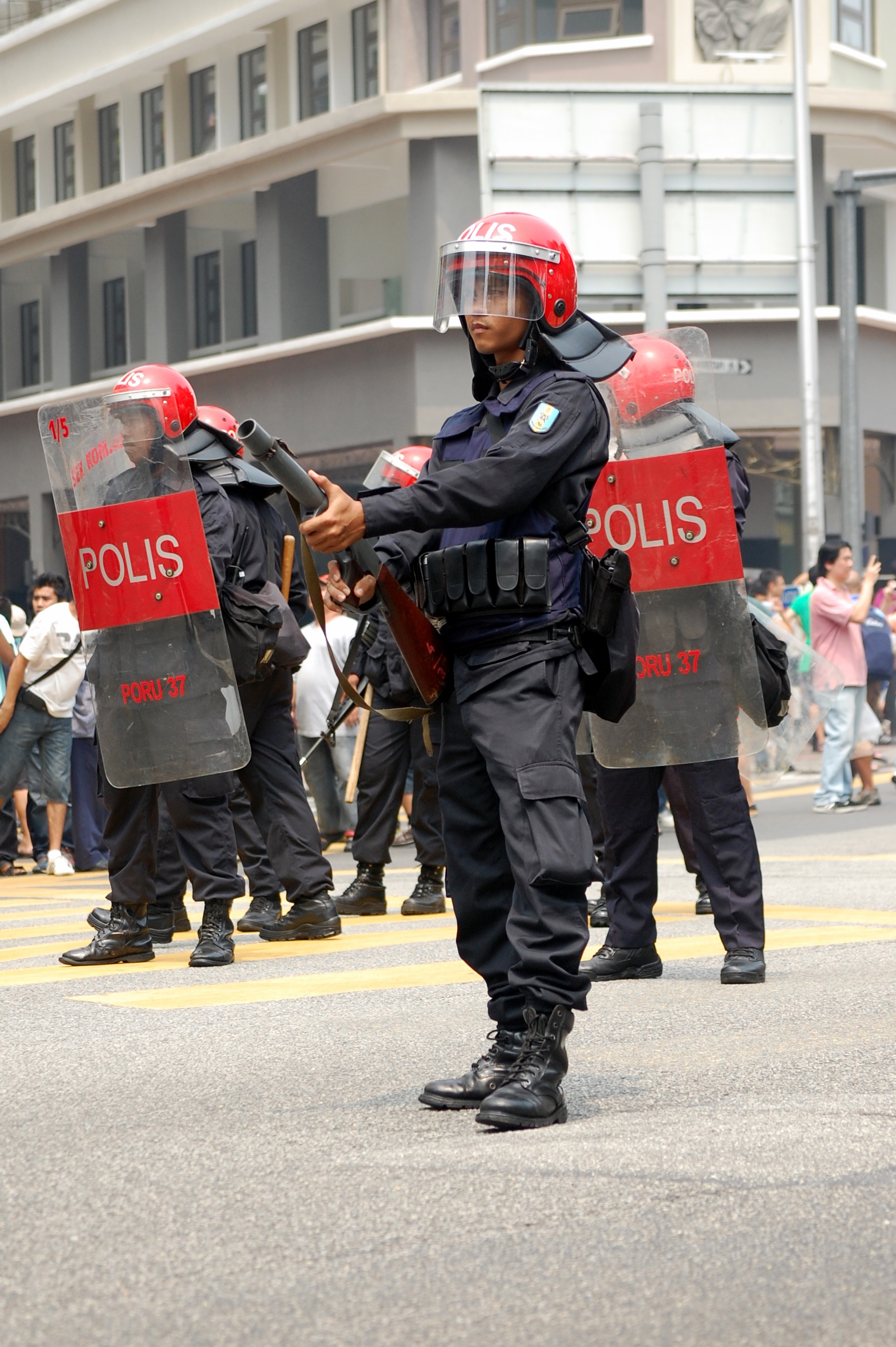
手持催泪弹发射筒戒备中的联邦后备队员

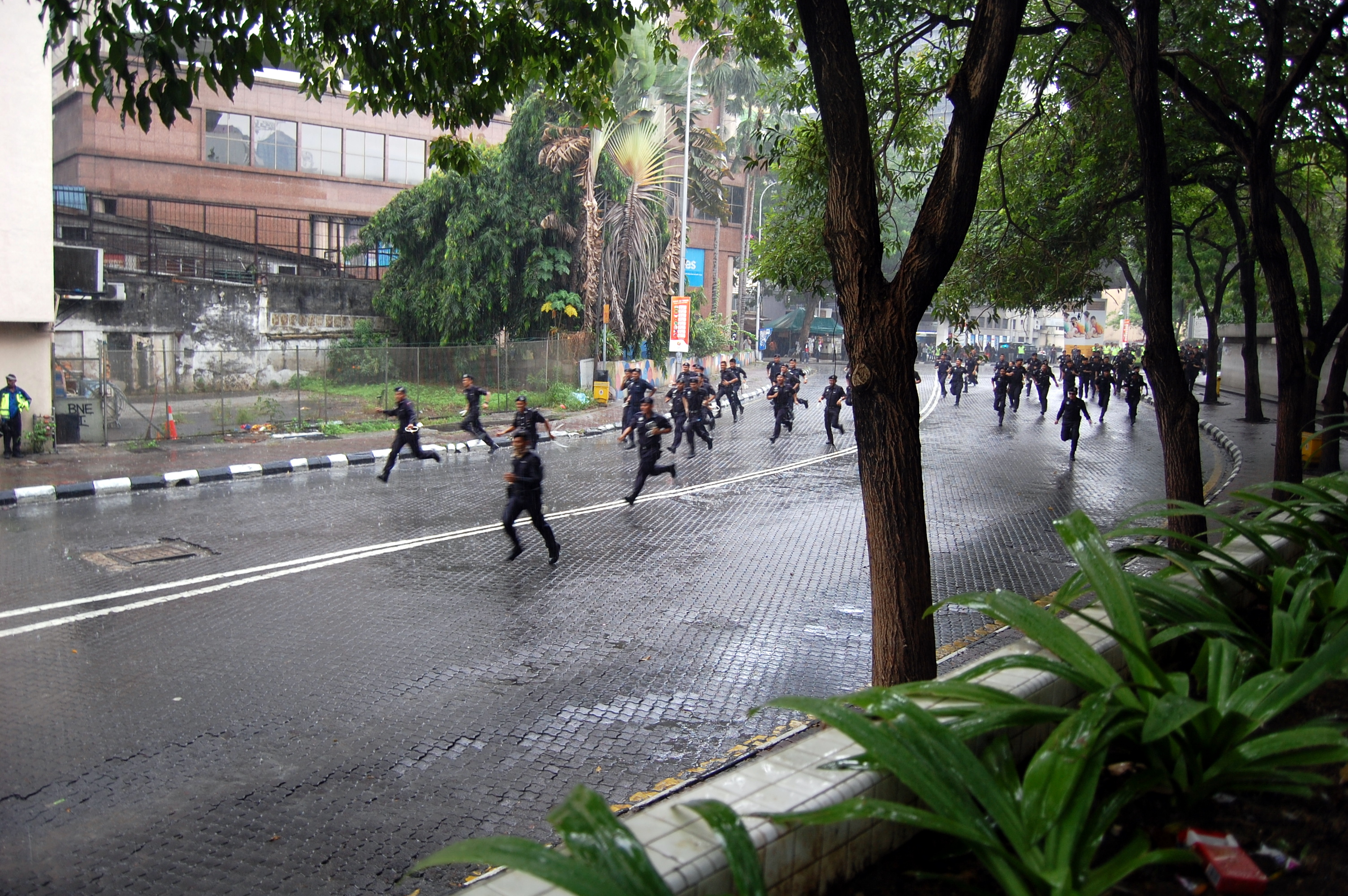
警员冲向重新集合的人群

### 警方镇压瓦解集會群众
7月9日，在警方查封公路、关闭部份公共交通站点的情况下，支持净选盟2.0的人民以化整为零的方式徒步从四面八方进入吉隆坡市区，并在下午2点预定时间突然在各处街头聚集，并朝集会目的地默迪卡体育馆前进。结果，警方和联邦后备队（FRU）动用武力，以催泪弹和水炮驱散正往默迪卡体育馆游行的群众，以瓦解聚集的群众。在瓦解游行的的过程中，警方总共逮捕1667人，并且致伤了部分群众。有一名參加集會的中年男子在警方驅散人群時，疑似吸入过多催泪弹气体呼吸困难而身亡，《星洲日报》则初步报道其跌倒身亡，但警方则指医院检验结果显示死者死因是心脏病爆发，唯家人指死者生前未有心脏病史。马来西亚国会反对党领袖安华也遭到伤害，而必须入院进行治疗。不过，警方否认伤害安华。

### 参与集会人数
针对此次净选盟集会，有报道指集会出席人数有5万人，但马来西亚首相纳吉·阿都拉萨却宣称只有少于1万人出席集会。净选盟2.0委员会大力称赞出席者勇气可嘉，克服万难，展现他们爱国和爱好公正原则之心。然而，首相纳吉却对警方在控制“非法集会”同时，没有严重的危害公众安全和没有严重的造成财物损失感到欣慰。